# NGC 50
NGC 50はくじら座の方向にあるレンズ状銀河である。1865年にガスパーレ・スタニズラオ・フェラーリによって発見された。銀河の直径は21.5-22万光年である。この銀河は天の川銀河の約1.5-2倍の大きさである。また、NGC 49と近い。 